# Roger Saget
Pour les articles homonymes, voir Saget.
Roger-André-Jean Saget est un acteur français né le 10 mars 1913 à Thouars et mort le 30 novembre 1963 à Paris. Il est le frère de Françoise Saget.

## Filmographie

### Cinéma
- 1946 : Le destin s'amuse d'Emile Edwin Reinert
- 1947 : Rendez-vous à Paris de Gilles Grangier
- 1947 : Les Aventures des Pieds Nickelés de Marcel Aboulker : un gangster
- 1947 : Carré de valets de André Berthomieu
- 1948 : Clochemerle de Pierre Chenal
- 1948 : Scandale de René Le Hénaff
- 1948 : À poings fermés de Marcel Martin (court métrage)
- 1949 : Branquignol de Robert Dhéry : le majordome
- 1949 : Marlène de Pierre de Hérain : le mari trompé
- 1949 : Je n'aime que toi de Pierre Montazel : le présentateur
- 1949 : La Patronne de Robert Dhéry
- 1949 : La Fabrication du savon de Bernard Borderie (court métrage)
- 1950 : Bertrand cœur de lion de Robert Dhéry : Paulo la paluche
- 1950 : Tire au flanc de Fernand Rivers : Mouillard
- 1950 : La Grande Vie d'Henri Schneider
- 1951 : Le Costaud des Batignolles de Guy Lacourt : Louis XIV
- 1952 : L'amour n'est pas un péché de Claude Cariven : un déménageur
- 1953 : Le Chasseur de chez Maxim's d'Henri Diamant-Berger : le roi Babouch IV
- 1953 : Les hommes ne pensent qu'à ça d'Yves Robert : le taxi
- 1953 : Raspoutine de Georges Combret : La Basse
- 1953 : Les Trois Mousquetaires d'André Hunebelle
- 1954 : Ah ! les belles bacchantes de Jean Loubignac : le gros homme dans la cabine de bain
- 1954 : Ça va barder de John Berry : Moreno
- 1954 : Les Intrigantes d'Henri Decoin : Damien
- 1954 : Sur le banc de Robert Vernay : l'agent de Paris
- 1955 : Cette sacrée gamine / Mademoiselle Pigalle de Michel Boisrond : le manager
- 1955 : Le Dossier noir d'André Cayatte : Goulet
- 1955 : Paris Canaille de Pierre Gaspard-Huit
- 1955 : Sophie et le Crime de Pierre Gaspard-Huit : le patron de l'hôtel
- 1955 : Un missionnaire de Maurice Cloche
- 1955 : Voici le temps des assassins de Julien Duvivier : le président du club
- 1955 : French cancan de Jean Renoir
- 1956 : C'est arrivé à Aden de Michel Boisrond : Clairville
- 1956 : Comme un cheveu sur la soupe de Maurice Regamey : l'agent qui prête son pantalon
- 1956 : Et par ici la sortie de Willy Rozier : Alexandre Cherlikoff
- 1956 : La vie est belle de Roger Pierre et Jean-Marc Thibault
- 1957 : L'Ami de la famille de Jack Pinoteau
- 1957 : En cas de malheur de Claude Autant-Lara : le patron de l'hôtel du midi
- 1957 : La Garçonne de Jacqueline Audry : le gros groom
- 1957 : La Tour, prends garde ! de Georges Lampin : le maréchal de Noailles
- 1957 : Mademoiselle Strip-tease de Pierre Foucaud
- 1957 : Une Parisienne de Michel Boisrond : l'officier assoupi
- 1957 : Vive les vacances de Jean-Marc Thibault : Carlo
- 1957 : La Route joyeuse (The happy road) de Gene Kelly : le gros homme dans la 4 CV
- 1958 : Gigi de Vincente Minnelli : Pierre
- 1958 : Moi et le colonel (Me and the colonel) de Peter Glenville : le chauffeur de taxi
- 1958 : Le fauve est lâché de Maurice Labro
- 1958 : Les Motards de Jean Laviron : Bertrand, l'aubergiste
- 1959 : La Corde raide de Jean-Charles Dudrumet : Edouard

### Télévision
- 1959 : Les Cinq Dernières Minutes, épisode Poison d'eau douce de Claude Loursais
- 1963 : L'Eau qui dort (Les Cinq Dernières Minutes no 28) de Claude Loursais
- 1964 : L'Abonné de la ligne U de Yannick Andreï

## Théâtre
- 1946 : Le Bal des pompiers de Jean Nohain, mise en scène Pierre-Louis, Théâtre des Célestins
- 1947 : L'amour vient en jouant de Jean Bernard-Luc, mise en scène Pierre-Louis, Théâtre Édouard VII
- 1952 : Bouboute et Sélection de Robert Dhéry, mise en scène Robert Dhéry, Théâtre Vernet
- 1959 : Falstaff de William Shakespeare, mise en scène Roger Planchon, Théâtre de l'Ambigu
- 1959 : Henri IV de William Shakespeare, mise en scène Roger Planchon, Théâtre de l'Ambigu
- 1959 : Les Trois Mousquetaires d'Alexandre Dumas, mise en scène Roger Planchon, Théâtre de l'Ambigu
- 1959 : La Punaise de Vladimir Maïakovski, mise en scène André Barsacq, Théâtre de l'Atelier
- 1960 : Les Âmes mortes de Nicolas Gogol, mise en scène Roger Planchon, Théâtre de la Cité de Villeurbanne, Théâtre de l'Odéon
- 1963 : Lumières de bohème de Ramón María del Valle-Inclán, mise en scène Georges Wilson, TNP Théâtre de Chaillot
- 1963 : Charles XII d'August Strindberg, mise en scène Gabriel Garran, Festival d'Art dramatique d'Aubervilliers